# خطة الهجوم (كتاب)
خطة الهجوم هو كتاب صدر عام 2004 للمؤلف الأمريكي والمراسل الاستقصائي بوب ودورد. تم الترويج له على أنه «سرد من وراء الكواليس لكيفية ولماذا قرر الرئيس [جورج دبليو] بوش شن الحرب على العراق».
الخلاف الرئيسي في الكتاب، والذي يقدم الأساس المنطقي لعنوانه هو أن الرئيس بوش خطط منذ وقت مبكر في فترة رئاسته للإطاحة بصدام حسين من السلطة بالقوة، بدلاً من بذل أي جهد جاد لاستخدام الدبلوماسية أو غيرها من الوسائل. يصف الكتاب مداولات البيت الأبيض التي تشير إلى أنه إذا أطيح بصدام من السلطة دون غزو عسكري فإن العراق سيحتاج إلى تغيير في النظام يتم تنفيذه من الخارج. ويركز بشكل أساسي على الرئيس بوش ونائب رئيس الولايات المتحدة ديك تشيني ووزير الدفاع الأمريكي دونالد رامسفيلد ومستشارة الأمن القومي الأمريكي كوندوليزا رايس ووزير الخارجية الأمريكية كولن باول والجنرال تومي فرانكس ومدير وكالة المخابرات المركزية جورج تينيت بالإضافة إلى رئيس وزراء المملكة المتحدة توني بلير. ومن التجهيزات الأخرى مستشارو البيت الأبيض مثل كارين هيوز وكارل روف.

## محتوى الكتاب
تبدأ خطة الهجوم من حيث توقف عمل ودورد السابق، بوش في الحرب، مع التركيز على صنع القرار الذي أدى إلى الحرب التي قادتها الولايات المتحدة في العراق. نتيجة للوصول الواسع الذي مُنحه ودورد من البيت الأبيض ولإجراء مقابلة مع مسؤولي إدارة بوش، فإن الكتاب قادر على رسم صورة واقعية لما حدث وراء الكواليس. نهج ودورد نفسه هو مقاومة إصدار أحكام حول الحرب نفسها، ولكن بدلاً من ذلك محاولة وصف عملية صنع القرار. نتيجة للامتناع عن تفسير القصة التي يقدمها، وُصف ودورد بأنه يعارض إدارة بوش من قبل البعض، فضلاً عن أنه مدافع عن الإدارة من قبل آخرين.
يصف ودورد في خطة الهجوم مجموعة صغيرة من مسؤولي الإدارة بما في ذلك نائب الرئيس ديك تشيني ووزير الدفاع دونالد رامسفيلد الذين كانوا يحثون الرئيس على شن الحرب في العراق بعد وقت قصير من هجمات 11 سبتمبر 2001. وُصف وزير الخارجية كولن باول والجنرال تومي فرانكس بأنهم جزء من مجموعة داخل الحكومة أكثر تشككًا في خطة غزو العراق.
في السرد يوصف الرئيس جورج دبليو بوش بأنه كان عازمًا على ممارسة سياسة تغيير النظام فيما يتعلق بالعراق مباشرة بعد 11 سبتمبر، وهو منظور ظل دون تغيير إلى حد كبير خلال المناقشات التي ستتبع.
وُصِف وزير الخارجية كولن باول على أنه على خلاف متزايد مع أعضاء إدارة بوش، بل ذهب إلى حد رفض بعض الأدلة المقدمة بشأن أسلحة الدمار الشامل. ومع ذلك وبحلول نهاية الكتاب أيد باول الغزو في نهاية المطاف، وهو قرار لم يتم شرحه بالكامل بخلاف اقتراح باول ربما اصطف مع الرئيس بدافع الشعور بالواجب.
نظرة إدارة بوش لخطة الهجوم مثيرة للاهتمام. عندما نُشر الكتاب أنكرت الإدارة العديد من الروايات الواردة في الكتاب، لكن حملة إعادة انتخاب بوش / تشيني أدرجت كتاب ودورد باعتباره يوصى بقراءته مع ذلك. كما أدرجت حملة كيري / إدواردز الكتاب كقراءة موصى بها.

## كتاب مقابل الحسابات الفردية
- يقول بوب ودورد إن بوش قرر أن تغزو الولايات المتحدة العراق في 11 يناير 2003. في المقابلات صرح دونالد رامسفيلد وكوندوليزا رايس بأن القرار جاء متأخرا، ليس حتى مارس. من ناحية أخرى ذكر بول أونيل أن القرار اتخذ في يناير 2001، أي قبل هجمات 11 سبتمبر بوقت طويل.[3]
- في الكتاب تمت الإشارة إلى مدير وكالة المخابرات المركزية جورج تينيت على أنه رد على الشكوك حول امتلاك صدام حسين لأسلحة دمار شامل من خلال القفز من كرسيه والتهتف «إنها قضية سلام دانك !» في وقت لاحق أُجبر تينيت على الاعتراف بأن ذكائه كان معيبًا عندما لم تسفر عمليات البحث التي استمرت شهورًا بعد الحرب عن شيء. في عام 2007 خلال مقابلة مع برنامج 60 دقيقة ادعى تينيت أن كلماته قد خرجت من سياقها.[4]
- ويصور ودورد وزير الخارجية كولن باول على أنه متردد في خوض الحرب وعلى خلاف مع مسؤولين آخرين في إدارة بوش. صرح باول للتسجيل أنه كان دائما داعما كاملا للإدارة وجهودها لغزو العراق، رغم أنه أراد عشرات أو مئات الآلاف من الجنود على الأرض.
- الجنرال تومي فرانكس يصف مسؤول البنتاغون دوغلاس فيث بأنه «الرجل الأكثر غباءً على وجه الأرض». أوضح الجندي الأمريكي الجنرال فرانكس في سيرته الذاتية سياق هذه العبارة بالقول إنه كان يتحدث إلى مرؤوسيه الذين كانوا مستائين من رامسفيلد.

## روابط خارجية
- مقتطفات من كتاب على موقع washingtonpost.com
- مراجعة نيويورك تايمز بقلم تيد ويدمر، 28 أبريل 2004